# Église Saint-Martin de Canourgues
L'église Saint-Martin de Canourgues est une église catholique située au village de Canourgues sur le territoire de la commune des Junies, en France. C'est une église romane du XIIe siècle, inscrite aux monuments historiques.

## Localisation
L'église Saint-Martin est située dans le département français du Lot, au lieu-dit Canourgues, aux Junies.

## Historique
L'église a été construite au XIIe siècle dans un appareil de blocs calcaires.
Le chœur de l'église a été décoré au XVIe siècle d'un cycle de peintures murales dont les fragments laissent à penser qu'il était consacré à la Passion du Christ.
L'édifice est inscrit au titre des monuments historiques le 11 juillet 1973.

## Description
L'église est à nef unique. 

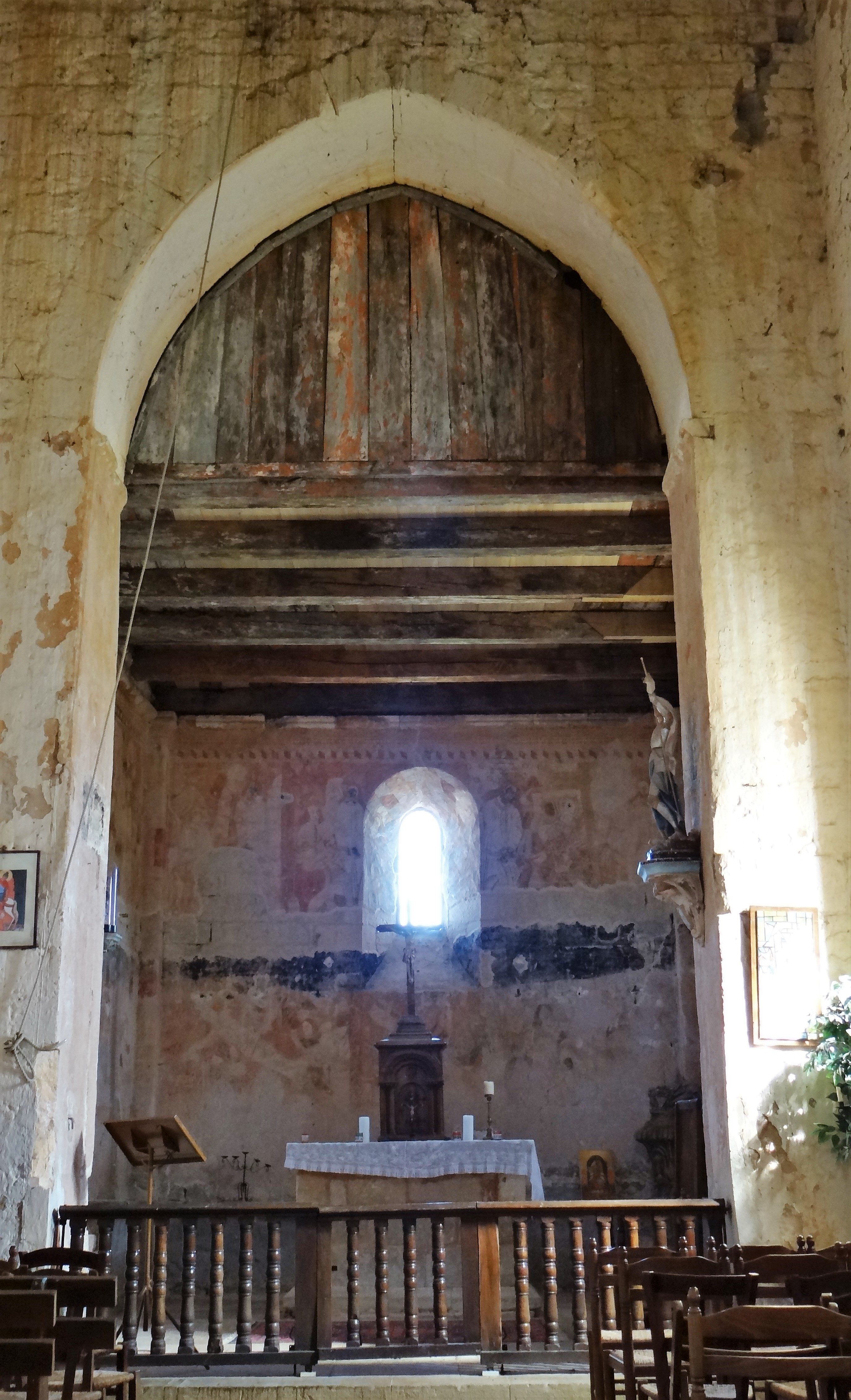
La nef et le chœur de l'église.
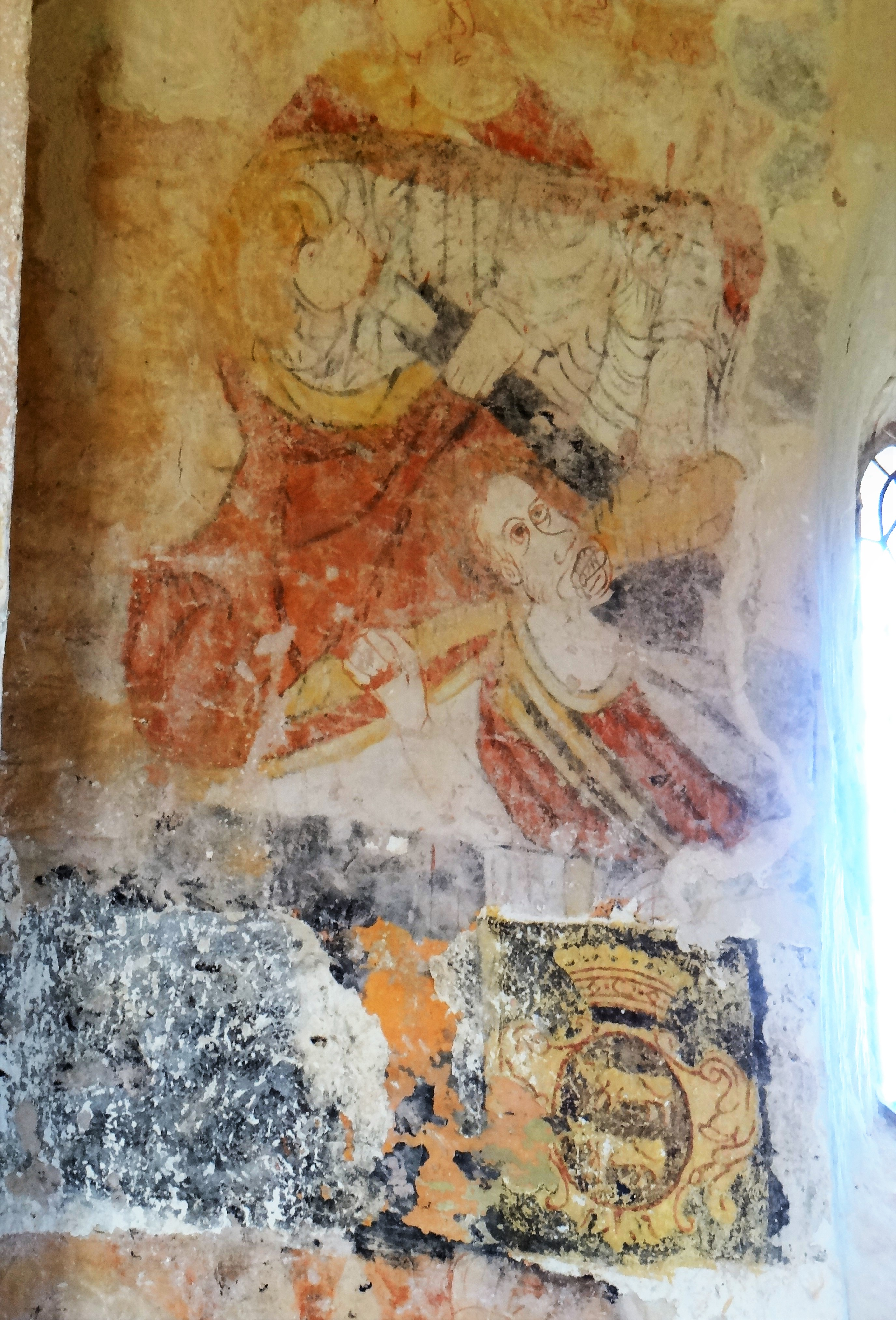
Vestiges de peintures murales et d'une litre funéraire dans le chœur avec les armoiries de la famille Beaumond-Touchebœuf : "d'azur à deux bœufs d'or passant l'un au dessus de l'autre".
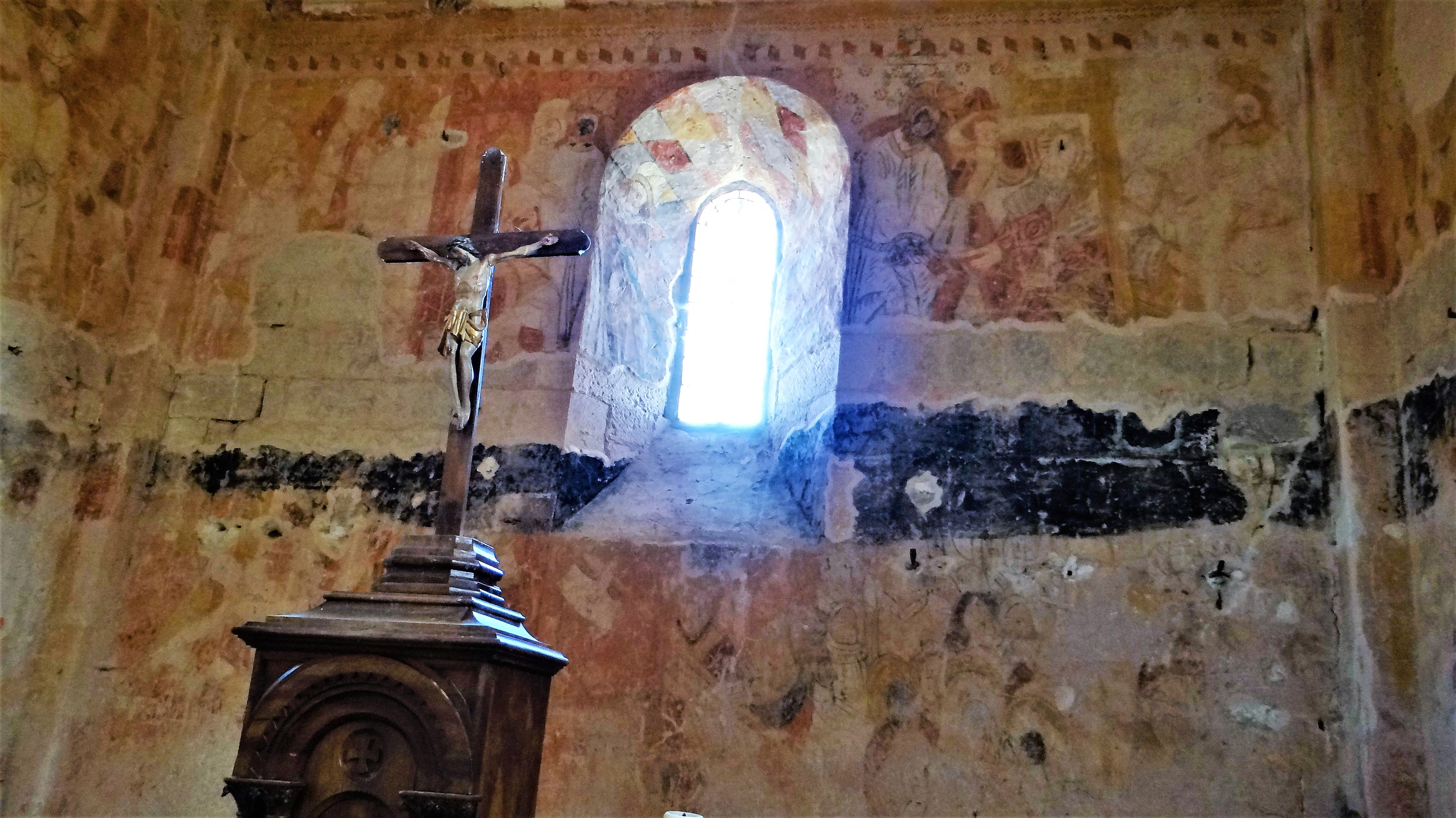
Mur est, les deux présentations du Christ, devant Caïphe et devant Ponce Pilate.
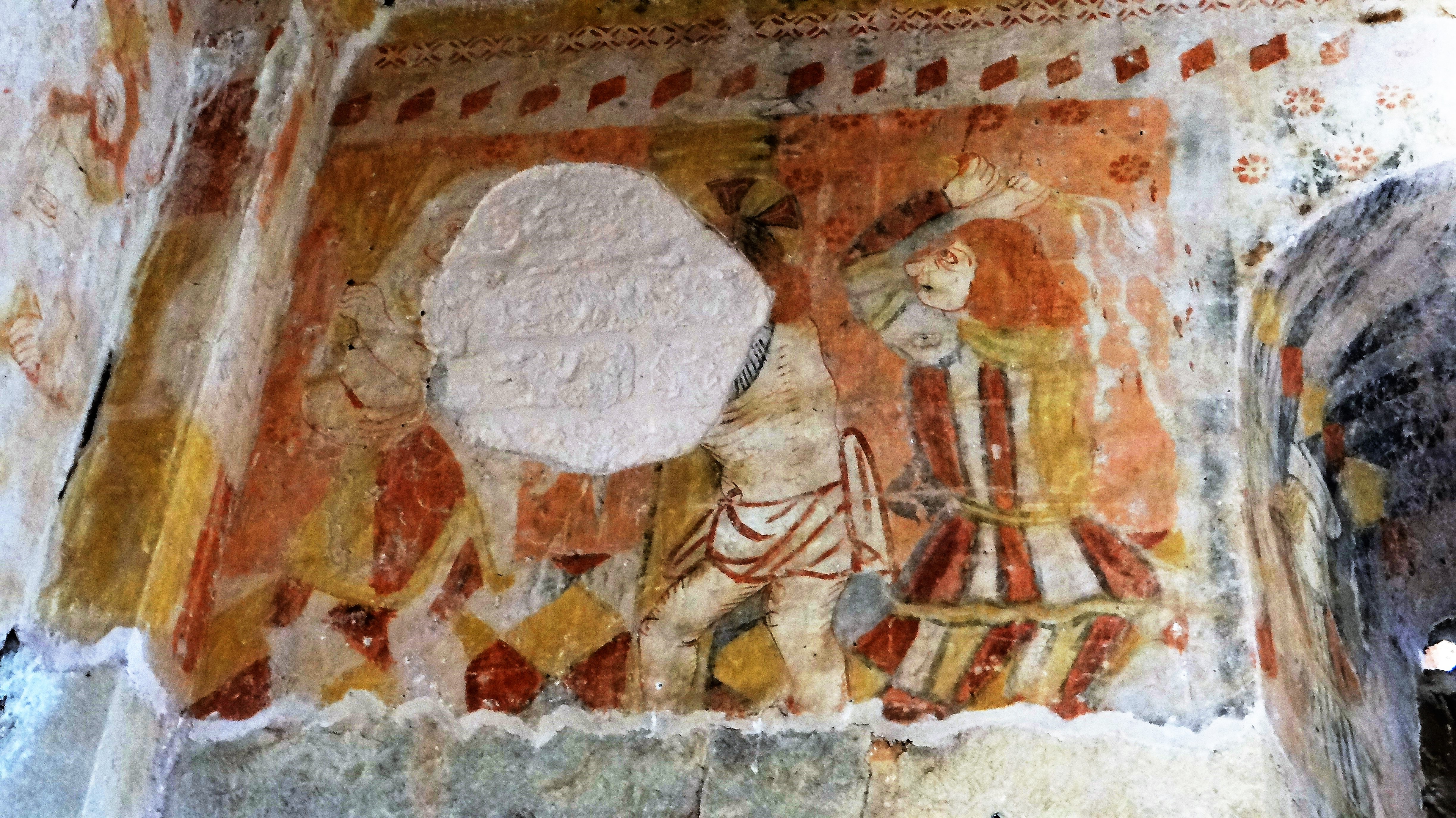
Flagellation de Jésus.